# Mihails Ziziļevs
Mihails Ziziļevs (Daugavpils, 27 dicembre 1973) è un ex calciatore lettone, di ruolo centrocampista.

## Carriera

### Club
Ha cominciato la sua carriera nel BJSS Daugavpils, divenuto Auseklis nel 1993. Al fallimento del club, nel 1995 giocò per il Vilan-D, nuovo club di Daugavpils, che cambiò nome in Dinaburg dal 1996. Rimase nella squadra della sua città fino al 1999. Nel biennio 2000-2001 milita nella seconda serie russa con il Rubin, squadra con cui sfiorò nel 2000 la promozione in massima serie.
Tornato in patria, giocò prima nuovamente con il Dinaburg, poi con Metalurgs Liepāja e con il Ventspils. Nel 2003 e nel 2004 fu di nuovo nella seconda serie russa, prima con il Metallurg Lipeck, poi con il Luč-Ėnergija. Dopo il terzo ritorno al Dinaburg, tra il 2006 e il 2008 fu di nuovo al Ventspils, ma stavolta riuscì a vincere tre campionati e una coppa nazionale, oltre alla Coppa della Livonia.
Nel 2009 tornò per la quarta e ultima volta al Dinaburg: il club, coinvolto in uno scandalo di calcio scommesse fu sciolto a fine stagione. Andò quindi al Daugava, altra squadra di Daugavpils: in tre anni riuscì a vincere un titolo nazionale, nel 2012. Chiuse la carriera con i lituani del Granitas Klaipėda.

### Nazionale
Vanta due presenze nella nazionale lettone: esordì l'11 luglio 1997 in una gara contro la Lituania, entrando nella ripresa al posto di Imants Bleidelis; giocò la sua seconda e ultima partita quattro anni più tardi, in amichevole contro la Russia, entrando nell'ultimo quarto d'ora al posto di Oļegs Blagonadeždins.

## Statistiche

### Cronologia presenze e reti in Nazionale
| Cronologia completa delle presenze e delle reti in nazionale ― Lettonia | Cronologia completa delle presenze e delle reti in nazionale ― Lettonia | Cronologia completa delle presenze e delle reti in nazionale ― Lettonia | Cronologia completa delle presenze e delle reti in nazionale ― Lettonia | Cronologia completa delle presenze e delle reti in nazionale ― Lettonia | Cronologia completa delle presenze e delle reti in nazionale ― Lettonia | Cronologia completa delle presenze e delle reti in nazionale ― Lettonia | Cronologia completa delle presenze e delle reti in nazionale ― Lettonia |
| Data                                                                    | Città                                                                   | In casa                                                                 | Risultato                                                               | Ospiti                                                                  | Competizione                                                            | Reti                                                                    | Note                                                                    |
| ----------------------------------------------------------------------- | ----------------------------------------------------------------------- | ----------------------------------------------------------------------- | ----------------------------------------------------------------------- | ----------------------------------------------------------------------- | ----------------------------------------------------------------------- | ----------------------------------------------------------------------- | ----------------------------------------------------------------------- |
| 11-7-1997                                                               | Vilnius                                                                 | Lituania                                                                | 1 – 0                                                                   | Lettonia                                                                | Coppa del Baltico 1997                                                  | -                                                                       | 54’ 89’                                                                 |
| 14-11-2001                                                              | Riga                                                                    | Lettonia                                                                | 1 – 3                                                                   | Russia                                                                  | Amichevole                                                              | -                                                                       | 75’                                                                     |
| Totale                                                                  |                                                                         | Presenze                                                                | 2                                                                       |                                                                         | Reti                                                                    | 0                                                                       |                                                                         |

## Palmarès

### Club

#### Competizioni nazionali
- Campionato lettone: 4

Ventspils: 2006, 2007, 2008
Daugava: 2012
- Coppa di Lettonia: 1

Ventspils: 2007

#### Competizioni internazionali
- Coppa della Livonia: 1

Ventspils: 2008